# Crackdown 2
Crackdown 2 es un videojuego desarrollado en exclusiva para Xbox 360, es la secuela del aclamado título de 2007 Crackdown. Gracias a su jugabilidad totalmente nueva e innovadora, su gigantesco mundo lleno de vida, sus mejorados gráficos cell shading e insuperables opciones multijugador, “Crackdown 2” está llamado a convertirse en el juego de acción más completo para Xbox 360. Han pasado 10 años desde que los Agentes genéticamente mejorados acabaran con la guerra de bandas en Pacific City. Sin embargo, las calles de la ciudad continúan viviendo una lucha encarnizada entre la Agencia y dos nuevas facciones rivales, la Célula y los Mutantes. En el papel de un Agente de élite, te convertirás en juez, jurado y verdugo para conseguir recuperar el control de la ciudad y erradicar todas las amenazas, ya sea solo o en compañía de tus amigos a través de Xbox LIVE.

## Características del juego
Un intenso Open World: En “Crackdown 2” tienes una enorme ciudad a tu disposición, para que cumplas las diferentes misiones en el orden que quieras, cuando quieras, y de la forma que quieras, con total libertad. “Crackdown 2” redefine el género sandbox con una apasionante narrativa y más formas que nunca de adentrarse en la explosiva acción. 
Multijugador insuperable: Xbox LIVE te ofrece nuevas formas de compartir Pacific City. Enfréntate al modo historia en solitario o con hasta 3 amigos más, que se podrán incorporar a la acción en cualquier momento. Podrán repartirse los objetivos, o unirse para completarlos juntos uno a uno, tú decides. Y cuando se cansen de colaborar, podrán enzarzarse en descomunales batallas de hasta 16 jugadores. 
Acción explosiva: “Crackdown 2” vuelve a subir el listón de los juegos de acción con nuevas armas, nuevas habilidades, nuevos vehículos y enemigos más peligrosos que nunca, que no te ofrecerán ni un momento de respiro. Escala edificios, arroja vehículos, lánzate al vacío desde un helicóptero, arranca farolas o haz estallar barrios enteros: el único límite es tu imaginación. 
Pacific City a tu disposición: La megalópolis en la que se ha convertido Pacific City se halla ahora repartida entre la Agencia, la Célula y los Mutantes, quedando sumida en una inagotable batalla entre el orden y la anarquía. Desde las azoteas de los rascacielos hasta lo más profundo de las alcantarillas, los jugadores podrán utilizar cualquier elemento del entorno en su favor, con el único objetivo de recuperar el control sobre Pacific City. 

## Comparaciones a Crackdown 1
- Será posible cambiar el color de tu armadura (no por completo) de un solo color.

- Los NPC podrán esquivar (dar marometas en el suelo) si los vas a atropellar.

- Hay más salientes o protuberancias en los edificios que los hace escalar fácilmente.

- Algunas partes de la ciudad son muy diferentes a las vistas anteriormente (la estatua de los Volk ya no está levantada en el parque, está tirada y desbaratada).

- A diferencia de Crackdown 1, en el 2 solo peleas contra una sola banda, aunque muy bien organizada y con una meta bien localizada.

- La agencia tiene un puente conectando directamente con la segunda isla (no por debajo del mar).

- Los "pacificadores" ahora se dividen en dos tipos: los que tienen una armadura de soldado gris marrón con cascos negros, que son los pacificadores ordinarios, ya no con la boina y trajes azules; y los de asalto, que llegan por helicóptero y van mejor equipados con una armadura negra o azul marino.

- Hay un nuevo tipo de orbe, este se denomina renegado ya que tienes que perseguirlo y cogerlo.

- Los orbes de agilidad ya no son completamente circulares, ahora, son octagonales o hexagonales.

- Los vehículos de la agencia no evolucionan según tu nivel de conducción; aquí si tienes cierto nivel de conducción vas desbloqueándolos.

- Los vehículos de la expansión de Crackdown 1 están disponibles.